# 平泉市
平泉市是河北省直辖的一个县级市，由承德市代管。年均气温7.3℃。市人民政府駐平泉镇府前街17号。

## 历史
因县城内原有平地涌泉，名曰平泉，终年不冻，县因以为名。周为山戎地。秦属东胡。北魏为营州建德郡阳武县。隋为辽西郡地。唐为奚地。辽设大定县。明初设大宁卫，后入朵颜卫。后金建立後，喀喇沁部归附。天聪九年（1635年），今平泉市境归喀喇沁右翼旗，清代属卓索图盟。康熙十六年（1677年），康熙帝在此游猎，见泉水涌出，称赞这里是“平地涌泉之圣地”。修筑避暑山庄之后，朝廷整修自山庄至盛京的道路。道路出承德五烈岭后，先后经过八条沟，依次命名为一沟至八沟。今平泉县城所在地即是「八沟」。康熙四十四年（1705年），喀喇沁中旗從右翼旗析出，今平泉市境属喀喇沁中旗地。
清初实施蒙禁，禁止汉人进入蒙地。不过康熙帝曾准许户部每年颁发800张凭证，汉民可凭此到喀喇沁各旗务农。雍正初年，直隶、山东灾荒严重，为解决粮食问题，清廷借地养民，允许汉民出关种地谋生，拥有土地的蒙古王公向其收取地租。雍正七年（1729年）十月，设八沟直隶厅。乾隆十二年（1747年）时，八沟、塔子沟一带汉民人口已达到约二十至三十万。乾隆四十三年（1778年）承德府成立，八沟直隶厅降为承德府下辖的散州，以康熙帝“平地涌泉之圣地”典故命名为平泉州。
民国成立后，改平泉州为平泉县，隶属直隶省渤海道。1913年，改属热河特别区。1932年析置宁城县。同年并入满洲国，属热河省。1937年7月，平泉县并入宁城县。1945年日本投降後，复置平泉县。
此后仍称平泉县直至21世纪初。2017年4月9日，《民政部关于同意河北省撤销平泉县设立县级平泉市的批复》（民函[2017]69号）同意撤销平泉县，设立县级平泉市，平泉市人民政府驻平泉镇府前街17号。平泉市由河北省直辖，承德市代管。2017年5月26日，平泉市正式成立。

## 人口
截至2020年，平泉市户籍人口47.3706万人，比2019年减少5980人。其中，男性24.4124万人，女性22.9582万人；城镇人口18.8287万人，乡村人口28.5419万人。

## 行政区划
平泉市下辖15个镇、2个乡、2个民族乡：
平泉镇、黄土梁子镇、榆树林子镇、杨树岭镇、七沟镇、小寺沟镇、党坝镇、卧龙镇、南五十家子镇、北五十家子镇、桲椤树镇、柳溪镇、平北镇、青河镇、台头山镇、王土房乡、七家岱满族乡、茅兰沟满族蒙古族乡和道虎沟乡。

## 交通
- 101国道过境。